# 小学館ノンフィクション大賞
小学館ノンフィクション大賞（しょうがくかんノンフィクションたいしょう）は、小学館が主催するノンフィクション（未発表原稿）を対象とした公募制の文学賞である。ノンフィクション作家の登竜門のひとつと位置づけられている。
1993年に週刊ポスト・SAPIOにて｢21世紀国際ノンフィクション大賞｣として創設され、第7回より現在の名称となる。作品は原稿用紙200～300枚で、応募は8月末に締切られる。小学館社員による選考会で最終候補作（通常5篇）を選び、その後外部の選考委員によって受賞作が決定する。応募締切り、発表、賞金は推移しており、2021年現在は8月末締切、12月発表、賞金は300万円となっている。受賞作は小学館より単行本として刊行される。その際、改題されることも多い。

## 歴代受賞作

### 第1回から第10回
- 第1回（1994年）
  - 大賞『狂気の左サイドバック』（一志治夫）
  - 優秀賞『ショーン』（山下柚実）・『龍の伝人たち』（富坂聡）
- 第2回（1995年）
  - 大賞『乳房再建』(三島英子）
  - 優秀賞 該当作品なし
- 第3回（1996年）
  - 大賞 該当作品なし
  - 優秀賞『カフカスの小さな国』（林克明）・『残酷な楽園』（降旗学）・『ライオンの夢』（神山典士）
- 第4回（1997年）
  - 大賞『絶対音感』 （最相葉月）
  - 優秀賞『闇はわれを阻まず――山本覚馬伝』（鈴木由紀子）・『ムスリム・ニッポン』（田澤拓也）
- 第5回（1998年）
  - 大賞『百年目の帰郷』（鈴木洋史）
  - 優秀賞『エクソシストとの対話』（島村菜津）
- 第6回（1999年）
  - 大賞『淡淡有情(たんたんゆうじょう)』（平野久美子）
  - 優秀賞『リアル・クローン』（若山三千彦）
- 第7回（2000年）
  - 大賞『まぐろ土佐船 にわかコック奮戦記』（斎藤健次）
  - 優秀賞『フィリピデスの懊悩』（増田晶文）改題→『速すぎたランナー』
- 第8回（2001年）
  - 大賞 該当作品なし
  - 優秀賞『中国共産党に消された人々』（相馬勝）・『パラダイスウォーカー どこまでも車イスでいく』(中村勝雄)・『マルチルの刻印』（渡辺千尋）
- 第9回（2002年）
  - 大賞『みかん畑に帰りたかった』（埜口保男）
  - 優秀賞 該当作品なし
- 第10回（2003年）
  - 大賞 該当作品なし
  - 優秀賞『赤と黒と緑の地にて』（やまもとくみこ）改題→『中国人ムスリムの末裔たち―雲南からミャンマーへ』

### 第11回から第20回
- 第11回（2004年）
  - 大賞『伊織ちゃんはなぜ死んだか』（杉山春）改題→『ネグレクト 真奈ちゃんはなぜ死んだか』
  - 優秀賞 該当作品なし
- 第12回（2005年）
  - 大賞『昭和犬奇人 平岩米吉伝』（片野ゆか）
  - 優秀賞『汚れなき男の眼に』（窪田順生）
- 第13回（2006年）
  - 大賞 該当作品なし
  - 優秀賞『お腹の赤ちゃんは「人」ではないのですか』（江花優子）・『海峡を越えた歌姫』（田月仙）・『世界で一番売れている薬』（山内喜美子）
- 第14回（2007年）
  - 大賞『煙る鯨影』（駒村吉重）・『沖縄独立を夢見た伝説の女傑 照屋敏子』（高木凛）
  - 優秀賞 該当作なし
- 第15回（2008年）
  - 大賞 該当作品なし
  - 優秀賞『我思う、ゆえに我あり』（小川善照）・『北京陳情村』（田中奈美）
- 第16回（2009年）
  - 大賞『ウスケボーイズ 日本ワインの革命児たち』（河合香織）・『エンブリオロジスト──いのちの素を生み出す人たち』（須藤みか）
  - 優秀賞 該当作なし
- 第17回（2010年）
  - 大賞 該当作品なし
  - 優秀賞 『鶴田錦史伝』（佐宮圭）・『最後の王者』（西村章）
- 第18回（2011年）
  - 大賞『北緯43度の雪』（河野啓）・『柔の恩人──「女子柔道の母」ラスティ・カノコギが夢見た世界』（小倉孝保）
- 第19回（2012年）
  - 大賞『R130-#34 封印された写真――ユージン・スミスの「水俣」』（山口由美）
  - 優秀賞『マオキッズ――毛沢東のこどもたちを巡る旅』（八木澤高明）
- 第20回（2013年）
  - 大賞『トリソミー――産まれる前から短命と定まった子』（松永正訓）
  - 優秀賞『朝鮮の海へ――日本特別掃海隊の軌跡』（城内康伸）・『シロアリ――復興予算を食った人たち』（福場ひとみ）

### 第21回から第30回
- 第21回（2014年）
  - 大賞 該当作品なし
  - 優秀賞『産めない先進国：世界の不妊治療現場を行く』（宮下洋一） → 『卵子探しています：世界の不妊・生殖医療現場を訪ねて』に改題。ISBN 978-4-09-388416-7
  - 優秀賞『ゆめいらんかね：やしきたかじん伝』（角岡伸彦）ISBN　978-4-09-389752-5
- 第22回（2015年）
  - 大賞 『小倉昌男：祈りと経営』（森健） → 『小倉昌男 祈りと経営：ヤマト「宅急便の父」が闘っていたもの』に改題。ISBN 978-4-09-379879-2
  - 優秀賞 該当作品なし
- 第23回（2016年）
  - 大賞 『永遠（とわ）のPL学園：六〇年目のゲームセット』（柳川悠二）ISBN 978-4-09-379890-7
  - 優秀賞 該当作品なし
- 第24回（2017年）
  - 大賞 『消された信仰：最後の「かくれキリシタン」の暮らす島』（広野真嗣） → 『消された信仰：「最後のかくれキリシタン」- 長崎・生月島の人々』に改題。ISBN 978-4-09-388621-5
  - 優秀賞 該当作品なし
- 第25回（2018年）
  - 大賞 『牙～アフリカゾウの密猟問題を追って～』（三浦英之） → 『牙：アフリカゾウの「密猟組織」を追って』に改題。ISBN　978-4-09-388694-9
  - 優秀賞 該当作品なし
- 第26回（2019年）
  - 大賞 『家族写真：3･11原発事故と忘れられた津波』（笠井千晶）ISBN 978-4-09-388767-0
  - 優秀賞 該当作品なし
- 第27回（2020年）
  - 大賞 『帰らざる河：海峡の画家イ・ジュンソプとその愛』（大貫智子） → 『愛を描いたひと：イ・ジュンソプと山本方子の百年』に改題。ISBN 978-4-09-388822-6
  - 優秀賞 該当作品なし
- 第28回（2021年）
  - 大賞 『マイホーム山谷』（末並俊司）ISBN　978-4-09-388857-8
- 第29回（2022年）
  - 大賞 『特攻服を着た少女と1825日』（比嘉健二） → 『特攻服少女と1825日』に改題。ISBN 978-4-09-389122-6
- 第30回（2023年）
  - 大賞 『力道山未亡人』（細田昌志）ISBN　978-4-09-389161-5

### 第31回から第40回
- 第31回（2024年）
  - 大賞『極彩色の牢獄』（宇都宮直子）

## 候補作
最終候補に残りながら受賞を逃した作品で、その後小学館及び他社から刊行されたものもある。
- 第1回
  - 『椰子・唐辛子・鰹節』(『南の島のカレーライス』に改題)丹野冨雄（南船北馬舎）
- 第2回
  - 『もう一人の力道山』李スンイル（小学館）
- 第6回
  - 『貴志康一 永遠の青年音楽家』毛利眞人（国書刊行会）
- 第9回
  - 『青き闘球部』李スンイル（ポット出版）
- 第11回
  - 『打撃の神髄 榎本喜八伝』松井浩（講談社）
- 第12回
  - 『神様が創った試合』松下茂典（ベースボール・マガジン社）
  - 『あなたの子宮を貸してください』平井美帆（講談社）
- 第13回
  - 『陸軍将校のつくったチーズ』大倉直（愛育社）
- 第19回
  - 『忘れられた響き 木琴王・平岡養一』（『木琴デイズ 平岡養一「天衣無縫の音楽人生」』に改題）通崎睦美（講談社）

- 第23回
  - 『ビッグショット・オーロラ』廣川まさき（小学館）
- 第26回
  - 『ルポ百田尚樹現象 愛国ポピュリズムの現在地』石戸諭（小学館）

## 選考委員
- 2024年～：高橋秀実・酒井順子・河合香織
- 2020年～2023年：星野博美・白石和彌・辻村深月
- 2016年～2019年：高野秀行・三浦しをん・古市憲寿
- 2015年：椎名誠・関川夏央・髙山文彦・二宮清純・平松洋子

## その他のノンフィクション賞
- 大宅壮一ノンフィクション賞
- 講談社ノンフィクション賞
- 新潮ドキュメント賞
- 開高健ノンフィクション賞
- 本屋大賞